# Greyhound Lines

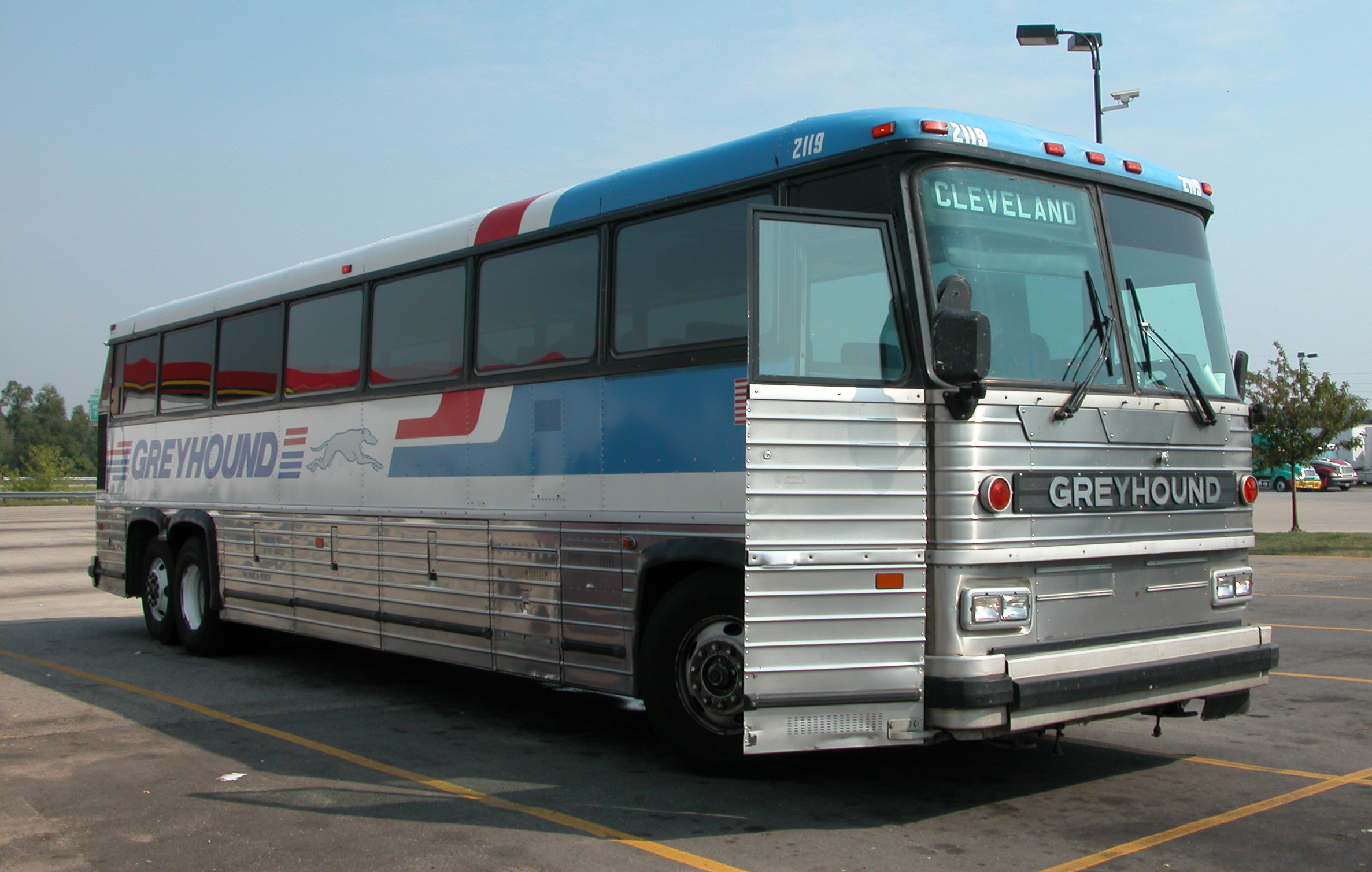
A 2119-es számú busz (MC 12-es) az indianai Fremontban

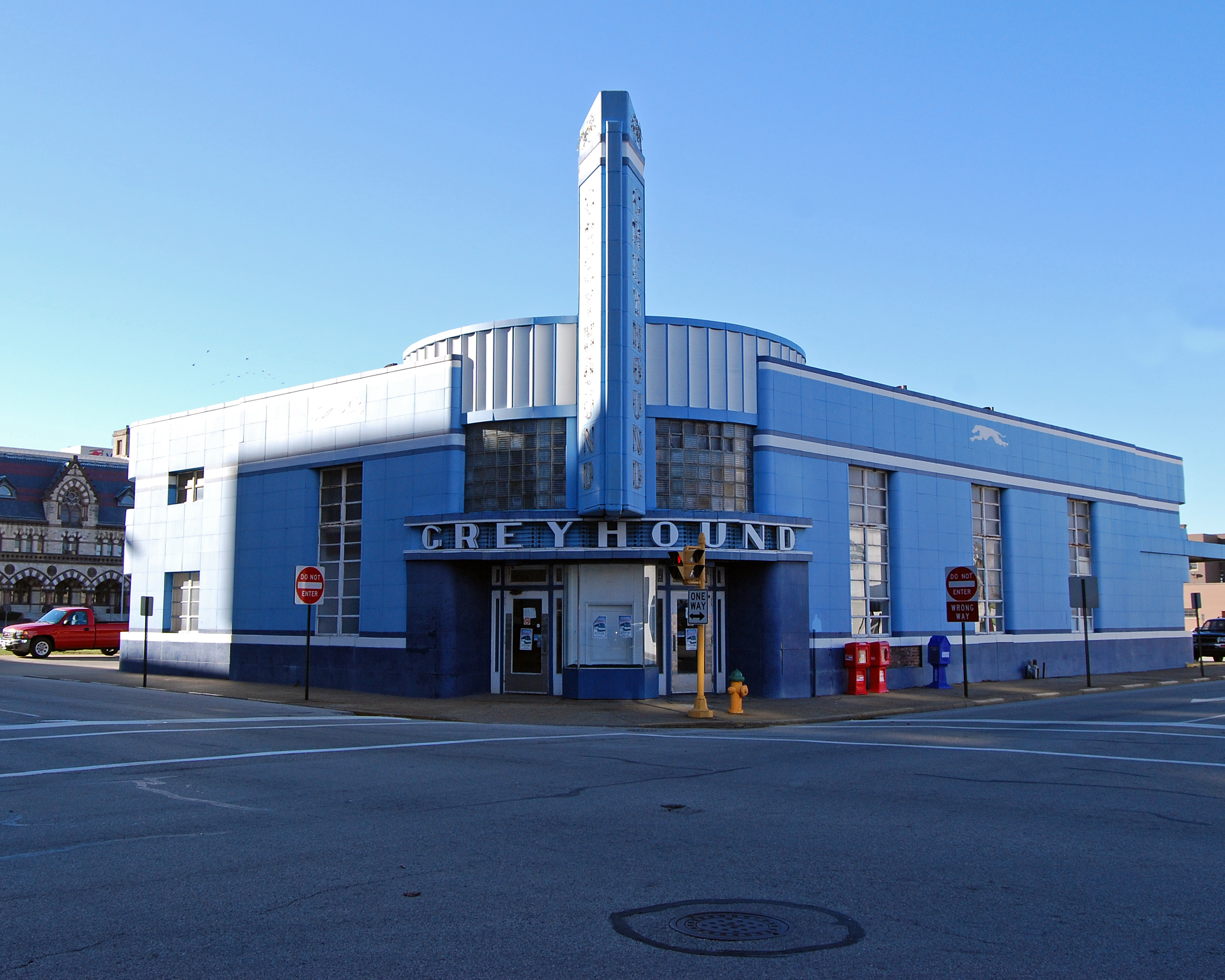
Az indianai Evansville állomás épülete

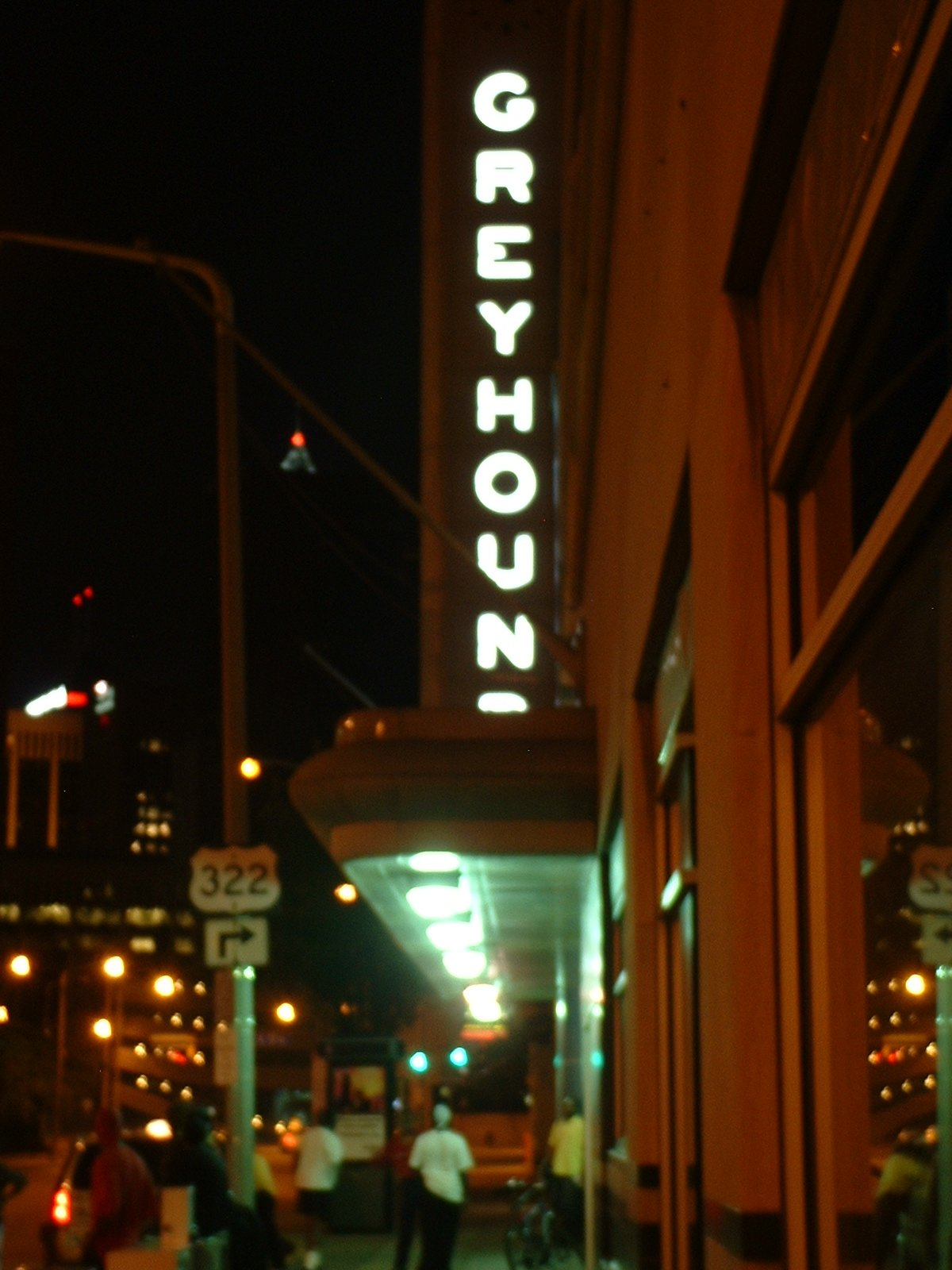
A clevelandi állomás éjszakai kivilágításban

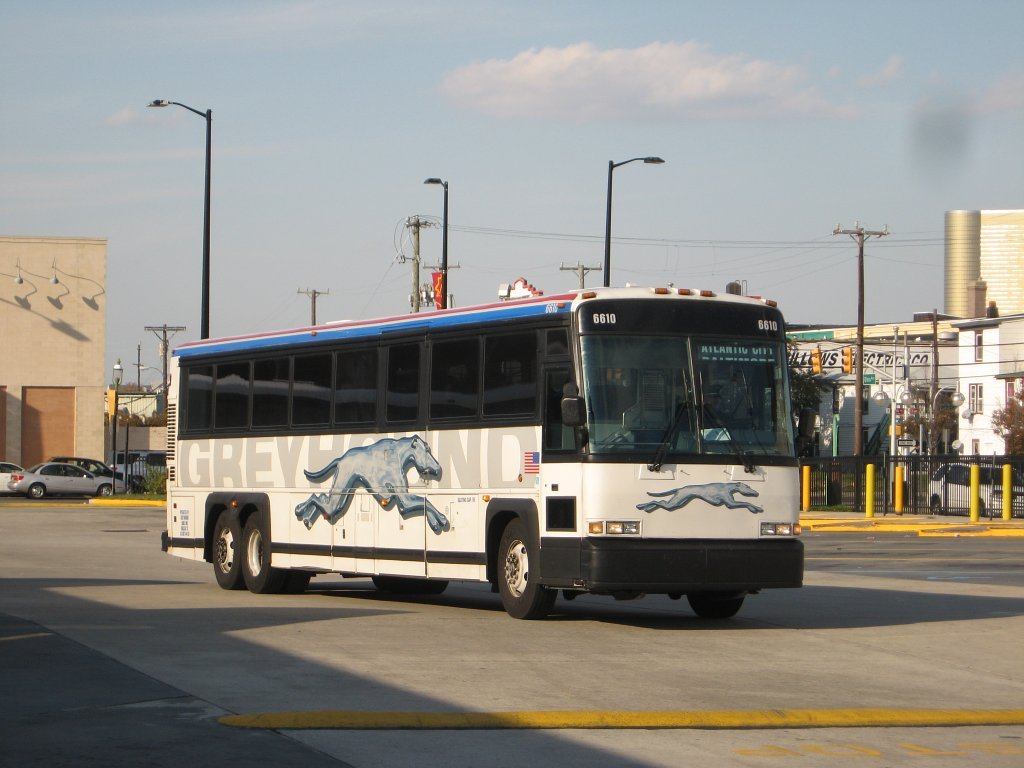
A 6610-es számú busz érkezik célállomására (Atlantin City)

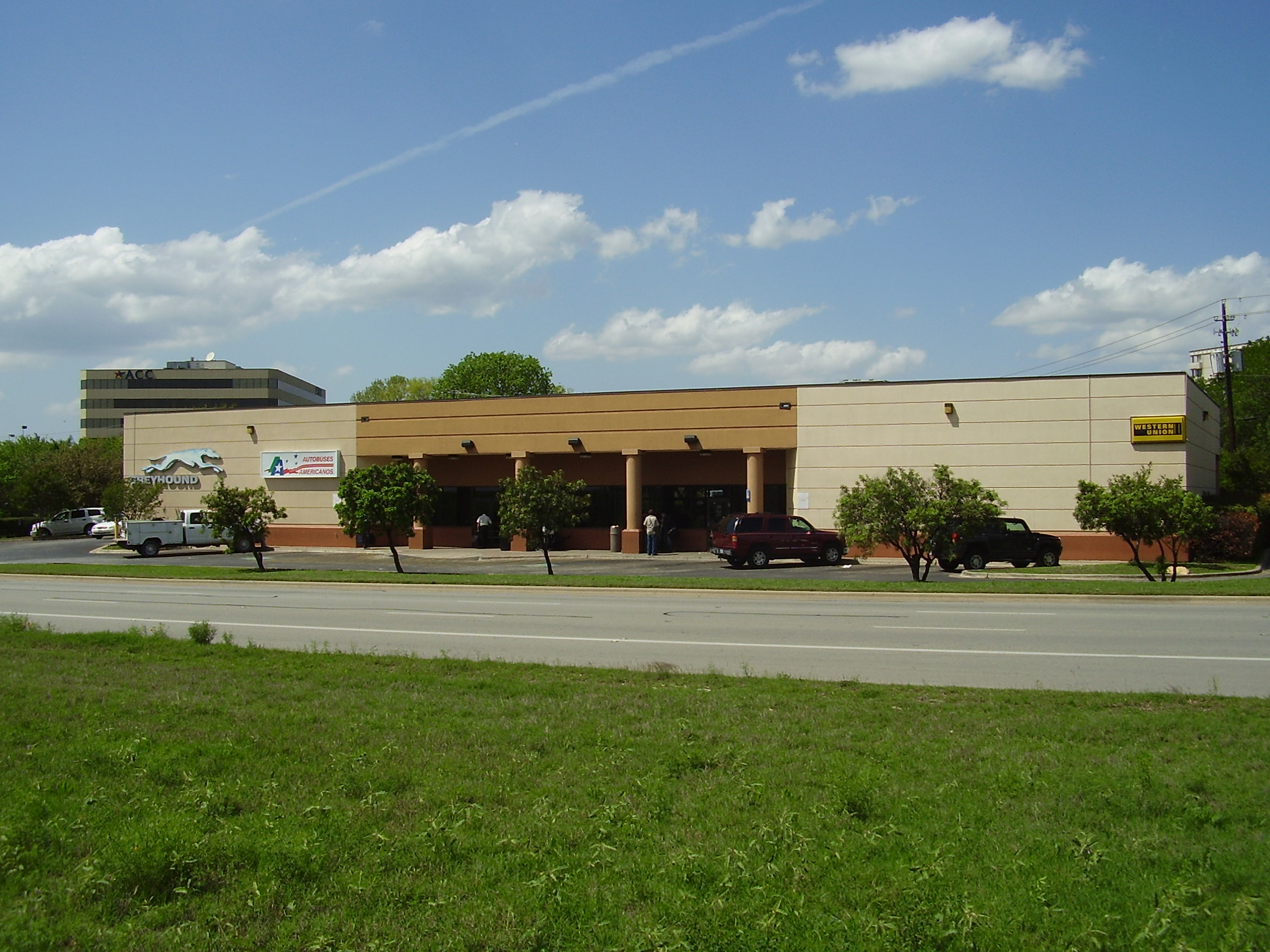
Austin (Texas) állomásépülete

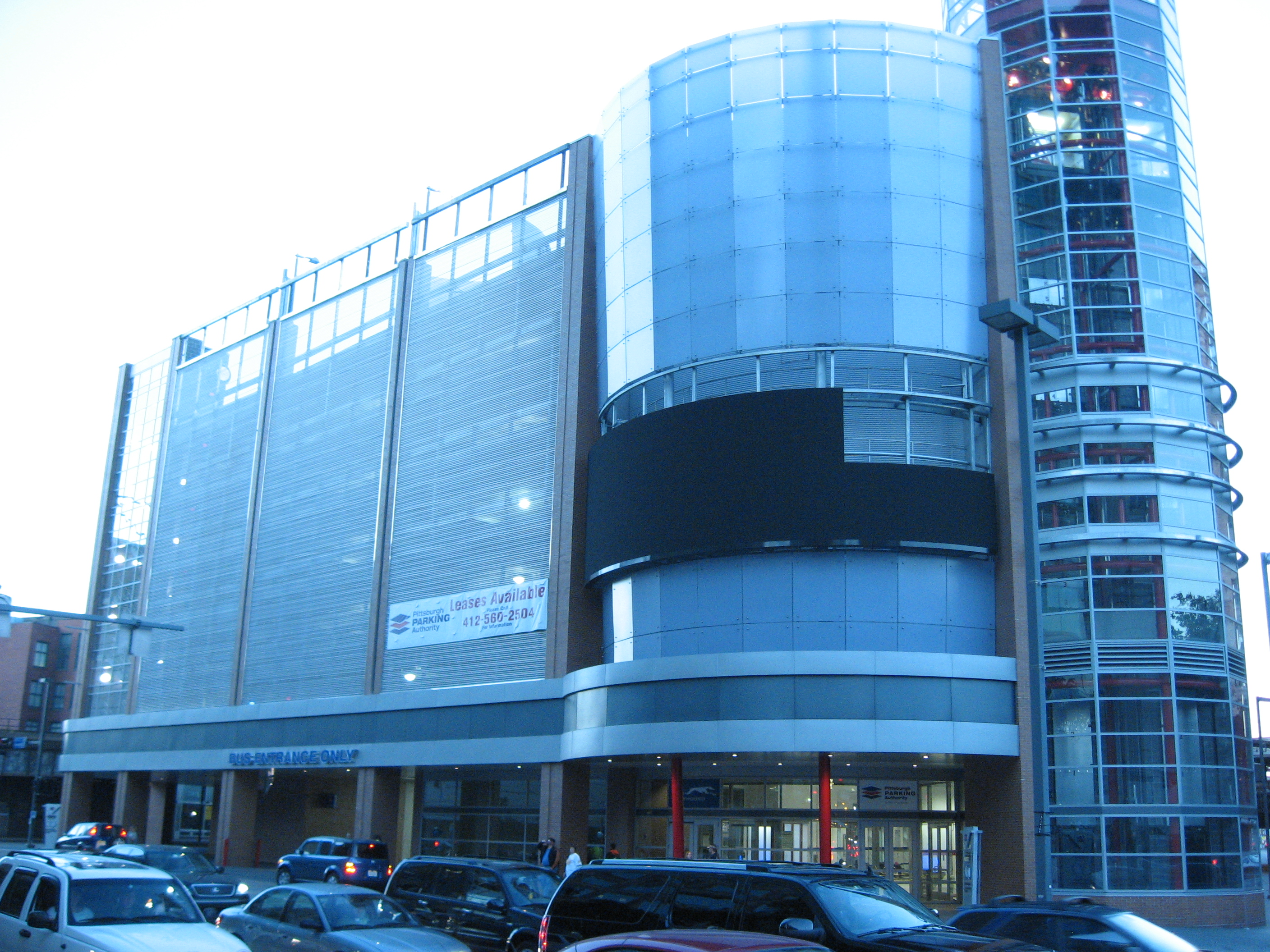
Pittsburgh állomásépülete

A Greyhound Lines Inc. (közkedvelt nevén: Greyhound) az Amerikai Egyesült Államok legnagyobb busztársasága. Több mint 3 700 megállóhelyet és állomást üzemeltet az Egyesült Államokban (valamint Kanadában és Mexikóban). A cég neve a logóján látható kutya (angol agár) angol fordításának megfelelője. A vállalat tulajdonosa 2021 óta a Flix North America, Inc., a FlixBus leányvállalata, székhelye Dallasban található.

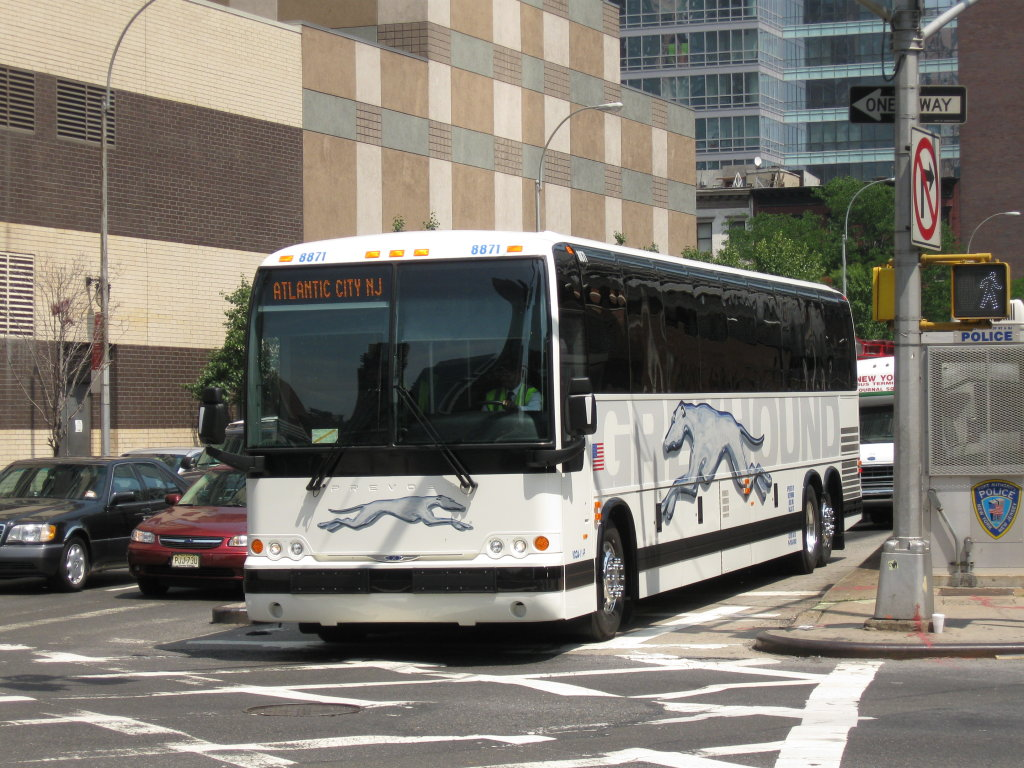
Greyhound általános design (képen: egy X3-45-ös a 8531-es vonalon)

## Történelem
A céget a Minnesota állambeli Hibbing városában alapították még 1914-ben. 1929-ben egy együttműködési szerződés alapján kapta a Greyhound nevet.

## Együttműködés
A Greyhound az alábbi társaságokkal áll szövetségben:
- Arrow Line
- Arrow Trailways of Texas
- Badger Coaches
- Bonanza Bus Lines
- Burlington Trailways
- Capital Motor Lines
- Capital Bus Company
- Colonial Trailways
- Dattco
- Delta Bus Lines
- Fullington Auto Bus Company
- Grey Goose Bus Lines
- Indian Trails
- Industrial Bus Lines
- Jefferson Lines
- John T. Cyr & Sons
- Kerrville Bus Company
- Laidlaw Coach Lines
- Lake Front Lines
- Lamers Bus Lines
- New York Trailways
- Northwestern Stage Lines
- Orange Belt Stages
- Peter Pan Bus Lines
- Pine Hill-Kingston Bus Corp.
- Rimrock Trailways
- Saskatchewan Transportation Company
- Southeastern Stages
- Susquehanna Trailways
- Valley Retriever Bus Lines
- Valley Transit Company
- Wisconsin Coach Lines

## Közismertebb balesetek, incidensek
- 1952. augusztus 4.: két Greyhound autóbusz ütközött a 81-es számú állami autópályán a Texas állambéli Waco közelében. A baleset következtében mindkét busz üzemanyagtartálya lángra kapott. A buszokon utazó 56 emberből 28 meghalt (beleértve a két autóbuszvezetőt is).
- 1959. december 21.: Egy szarvasmarhákat szállító teherautó és egy Greyhound autóbusz frontálisan ütközött a 80-as állami autópályán Tucsontól keletre. A balesetben 9 ember halt meg, köztük a teherautó vezetője. A legtöbb szarvasmarha az ütközés következtében elpusztult.
- 1965. augusztus 28.: Egy rönköket szállító teherautó rakománya ráborult a 90-es állami autópályán álló Greyhound buszra, 'minek következtében 11 utas életét vesztette.
- 1972. május 13.: A Tennessee állambéli Bean Station városában egy traktor utánfutója elszabadult, megölve az arra haladó Greyhound busz 14 utasát és a jármű vezetőjét.
- 1980. május 9.: Egy teherhajó neki ütközött a floridai Tampa Bayben álló Sunshine Skyway hídnak, aminek következtében a híd bizonyos része a vízbe zuhant. Ezen a szakaszon egy Greyhound autóbusz is haladt a baleset idején. Az autóbuszon utazó mind a 26 utas életét vesztette. Ez a Greyhound történelmének legtöbb áldozatát követelő balesete.
- 2001. október 3.: A Tennessee állambéli Manchesterben egy utas megtámadta az autóbuszvezetőt. Átszúrta a vezető torkát, aki csodával határos módon túlélte. A busz eközben egy kisebb szakadékba esett megölve a támadót, 5 utast és a zuhanás megsebített további 32 embert. Először a szeptember 11.-i terrortámadással hozták összefüggésbe az esetet, aminek következtében a Greyhound azonnali hatállyal leállíttatta az összes autóbuszát az államokban. Az FBI vizsgálata azonban kimutatta, hogy a balesetnek nem volt semmi köze a terrortámadásokhoz. Ezt követően megnövelték a biztonságot az autóbuszokon és a nagyobb pályaudvarokon.
- 2002. szeptember 30.: A californiai Fresno közelében egy utas megtámadta az autóbuszvezetőt, aminek következtében a busz lezuhant a töltésen haladó útról, megölve két embert.
- 2005. október 10.: A californiai Williams közelében egy Greyhound autóbusz műszaki hibájának következtében legalább 5 ember meghalt és 30 megsebesült.
- 2005. november 27.: A Los Angelesből San Franciscoba tartó járat Santa Maria közelében karambolozott, megölve két embert, köztük egy hét hónapos terhes kismamát. Mivel az eset körülményei mind a mai napig tisztázatlanok, ezért jelenleg is őrizetben van az autóbusz vezetője.
- 2006. augusztus 28.: A New York Cityből Montreálba tartó járat kerekei a New York állambéli Westportnál kidurrantak. Az autóbusz az autópályáról lesodródott. 5 ember meghalt, további 48 megsérült.
- 2007. július 3.: A Baltimoreból New York Citybe tartó járaton ismeretlen eredetű tűz ütött ki. Mind a 48 utast sikerült kimenekíteni, de az autóbusz teljesen kiégett.
- 2008. január 2.: A Richmondból Raleigh felé tartó járat az 1-es állami autópályán balesetet szenvedett, ugyanis az előtte haladó traktor utánfutója leszakadt s rágurult az autóbuszra. Legkevesebb 50 ember megsérült.
- 2008. február 24.: A pennsylvaniai Screnton városában a reggeli csúcsforgalomban lefutott a 380-as államközi autópályáról. Az 50 utasból 41 megsérült, 2 komolyabban.
- 2008. július 30.: Egy utas szó szerint lefejezte az egyik utastársát a kanadai határ közelében közlekedő Greyhound buszon. Később kiderült, hogy a támadó (ismeretlen okok miatt) nem vonható büntetőjogi felelősségre.

## Biztonság
A buszjáratok biztonsági szintje korábban rendkívül alacsony volt. A szeptember 11.-i terrortámadások következtében a légi- és a vasúti közlekedésben megemelték a biztonsági szintet, az autóbuszoknál viszont mindez nem történt meg. 2007 óta egy teljesen új biztonsági rendszerrel dolgozik a Greyhound a frekventáltabb vonalakon:
- A felszálláskor minden utasnak fényképes igazolvánnyal azonosítani kell magát. Amennyiben egyedül utazó 16 éven gyermekről van szó, úgy kizárólag mindkét szülő írásos és fényképes engedélyével lehet felszállni. Amely utas nem tud felmutatni érvényes igazolványt vagy megtagadja annak felmutatását, a felszállása megtagadható (az utazásból kizárható).
- Az Egyesült Államokban minden nem amerikai állampolgárt átvilágítanak az állam- és országhatároknál. Amennyiben az utas emiatt gyanúsan kezd viselkedni, az utazásból kizárható, felszállása megtagadható.
- Az új autóbuszokon egy ún. pajzs választja el az utasokat az autóbusz vezetőjétől. Erre a 2000-es évek elején történt két baleset adott okot. Amíg a busz mozgásban van, az autóbuszvezető és az utasok nem tudnak egymással érintkezni.
- Megfigyelő kamerák lettek telepítve az autóbuszokon és az állomásokon.
- Valamennyi autóbuszt GPS nyomkövető berendezéssel látták el.
- Az egyes társaságoknak jogukban áll megtiltani a mobiltelefonok használatát, amíg az autóbusz mozgásban van.
- Tilos bármilyen fotó, videó- vagy hangfelvétel készítése a Greyhound autóbuszain és állomásain, vagy autóbuszairól és állomásairól.

## Flotta
- Motor Coach Industries 102D(W)3
- Motor Coach Industries 102DL(W)3
- Motor Coach Industries MC-12
- Motor Coach Industries D4500
- Motor Coach Industries D4505
- Motor Coach Industries G4500
- Prevost Car X3-45
- Setra S217HDH
- Van Hool C2045

## Fordítás
Ez a szócikk részben vagy egészben  a   Greyhound Lines című angol Wikipédia-szócikk fordításán alapul.  Az eredeti cikk szerkesztőit annak laptörténete sorolja fel. Ez a jelzés csupán a megfogalmazás eredetét és a szerzői jogokat jelzi, nem szolgál a cikkben szereplő információk forrásmegjelöléseként.